# Tetrameryx
Tetrameryx es un género extinto de la familia de artiodáctilos norteamericana Antilocapridae. Presenta distribución conocida en México, los Estados Unidos occidentales, y Saskatchewan. El nombre significa "rumiante de cuatro cuernos", refiriendo a la división de cada cuerno cerca su base a dos cuernos menores. En T. shuleri, el cuerno trasero es mucho más largo.
Un miembro del género, T. shuleri, sobrevivió hasta hace unos 12 000 años y estaba presente cuando los paleoindios arribaron a América del Norte.